# Tmarus interritus
Tmarus interritus är en spindelart som beskrevs av Eugen von Keyserling 1880. Tmarus interritus ingår i släktet Tmarus och familjen krabbspindlar. Inga underarter finns listade i Catalogue of Life.